# Peter Kipchumba
Peter Kipchumba (* 8. Mai 1950) ist ein ehemaliger kenianischer Hürdenläufer, der sich auf die 400-Meter-Distanz spezialisiert hatte.
1978 wurde bei den Commonwealth Games in Edmonton Vierter und stellte dabei im Halbfinale mit 50,25 s seine persönliche Bestzeit auf.